# Нідерланди на зимових Олімпійських іграх 1960
Нідерланди на зимових Олімпійських іграх 1960 року, які проходили в американському місті Скво-Веллі, була представлена 7 спортсменами (5 чоловіками та 2 жінками) у двох видах спорту: фігурне катання та ковзанярський спорт. Прапороносцем на церемонії відкриття Олімпійських ігор був ковзаняр Кес Брукман.
Нідерланди вшосте взяли участь в зимовій Олімпіаді. Нідерландські спортсмени здобули дві медалі: одну срібну та одну бронзову. Збірна Нідерландів зайняла 11 загальнокомандне місце.

## Медалісти
| Медалі за видом спорту | Медалі за видом спорту | Медалі за видом спорту | Медалі за видом спорту | Медалі за видом спорту |
| ---------------------- | ---------------------- | ---------------------- | ---------------------- | ---------------------- |
| Вид                    | 1                      | 2                      | 3                      | Всього                 |
| Ковзанярський спорт    | 0                      | 0                      | 1                      | 1                      |
| Фігурне катання        | 0                      | 1                      | 0                      | 1                      |
| Всього                 | 0                      | 1                      | 1                      | 2                      |

| Медаль | Спортсмен       | Вид спорту          | Дисципліна              |
| ------ | --------------- | ------------------- | ----------------------- |
| Срібло | Шаук'є Дейкстра | Фігурне катання     | жіноче одиночне катання |
| Бронза | Ян Песман       | Ковзанярський спорт | 5000 м, чоловіки        |

## Ковзанярський спорт
Чоловіки
| Дисципліна        | Спортсмен          | Дистанція    | Дистанція |
| Дисципліна        | Спортсмен          | Час          | Місце     |
| ----------------- | ------------------ | ------------ | --------- |
| 500 м, чоловіки   | Вім де Графф       | 42.9         | 28        |
| 500 м, чоловіки   | Генк ван дер Гріфт | 41.2         | 10        |
| 500 м, чоловіки   | Ян Песман          | 43.4         | 33        |
| 1500 м, чоловіки  | Вім де Графф       | 2:16.5       | 15        |
| 1500 м, чоловіки  | Генк ван дер Гріфт | не фінішував | –         |
| 5000 м, чоловіки  | Єн ван ден Берг    | 8:22.4       | 19        |
| 5000 м, чоловіки  | Кес Брукман        | 8:22.9       | 20        |
| 5000 м, чоловіки  | Ян Песман          | 8:05.1       | 3         |
| 10000 м, чоловіки | Єн ван ден Берг    | 17:23.5      | 22        |
| 10000 м, чоловіки | Кес Брукман        | 16:59.9      | 16        |
| 10000 м, чоловіки | Ян Песман          | 16:41.0      | 12        |

## Фігурне катання
| Спортсмен       | Дисципліна              | Обов'язкова програма | Довільна програма | Бали   | Сума місць | Місце |
| --------------- | ----------------------- | -------------------- | ----------------- | ------ | ---------- | ----- |
| Шаук'є Дейкстра | жіноче одиночне катання | 2                    | 3                 | 1424.8 | 20         | 2     |
| Йоан Ганаппель  | жіноче одиночне катання | 4                    | 7                 | 1331.9 | 52         | 5     |